# Martinomyia scalaris
Martinomyia scalaris är en tvåvingeart som först beskrevs av Hermann 1908.  Martinomyia scalaris ingår i släktet Martinomyia och familjen rovflugor.
Artens utbredningsområde är Peru. Inga underarter finns listade i Catalogue of Life.